# Грау (Зеландія)
Грау (нід. Graauw) — село в нідерландській провінції Зеландія. Входить до муніципалітету Гюлст.
Його площа становить 19,08 км², а населення станом на 2021 рік складало 860 осіб.
Перша згадка про населений пункт датується 1170 роком.

## Галерея

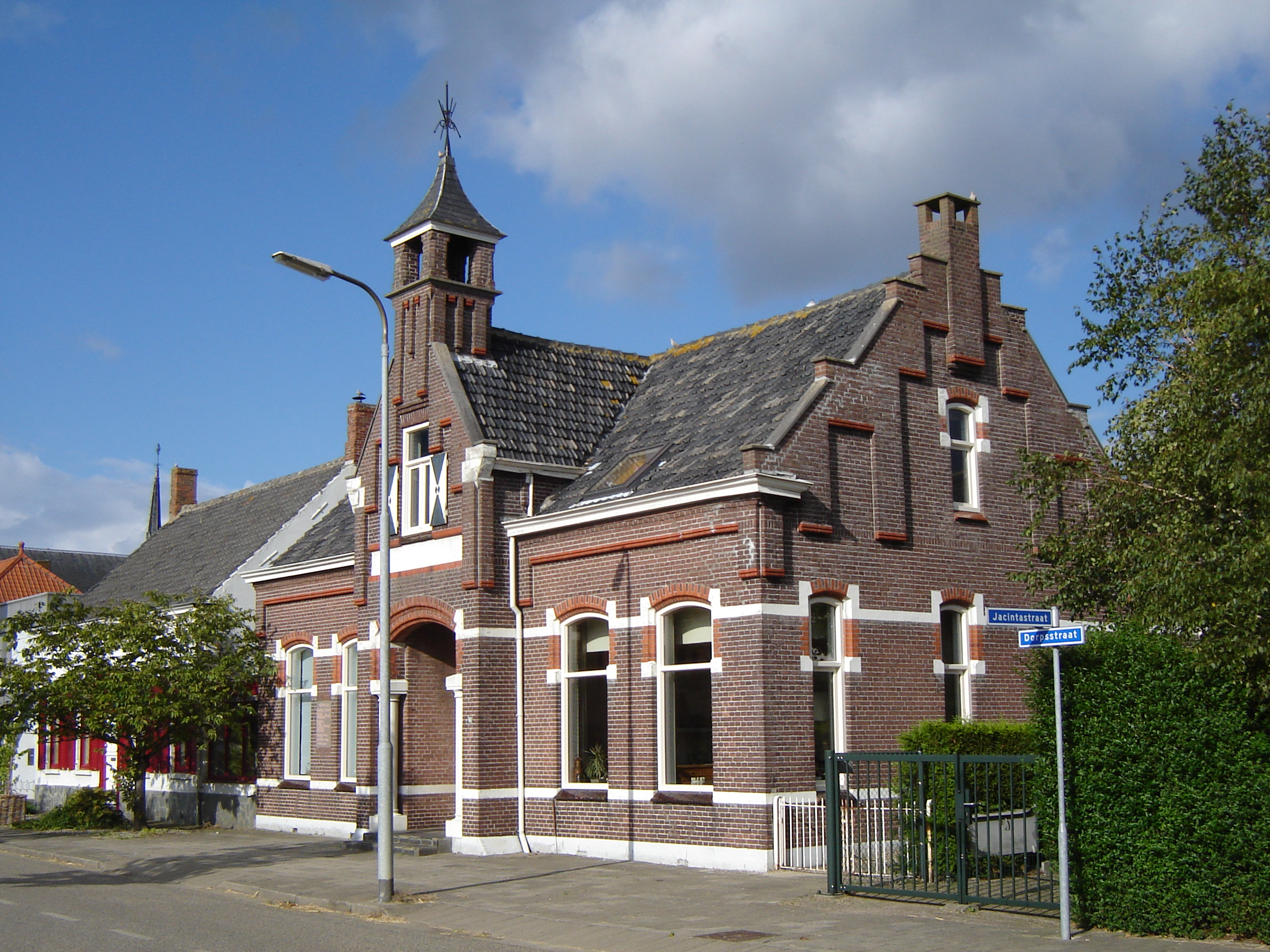
Будівля колишньої мерії
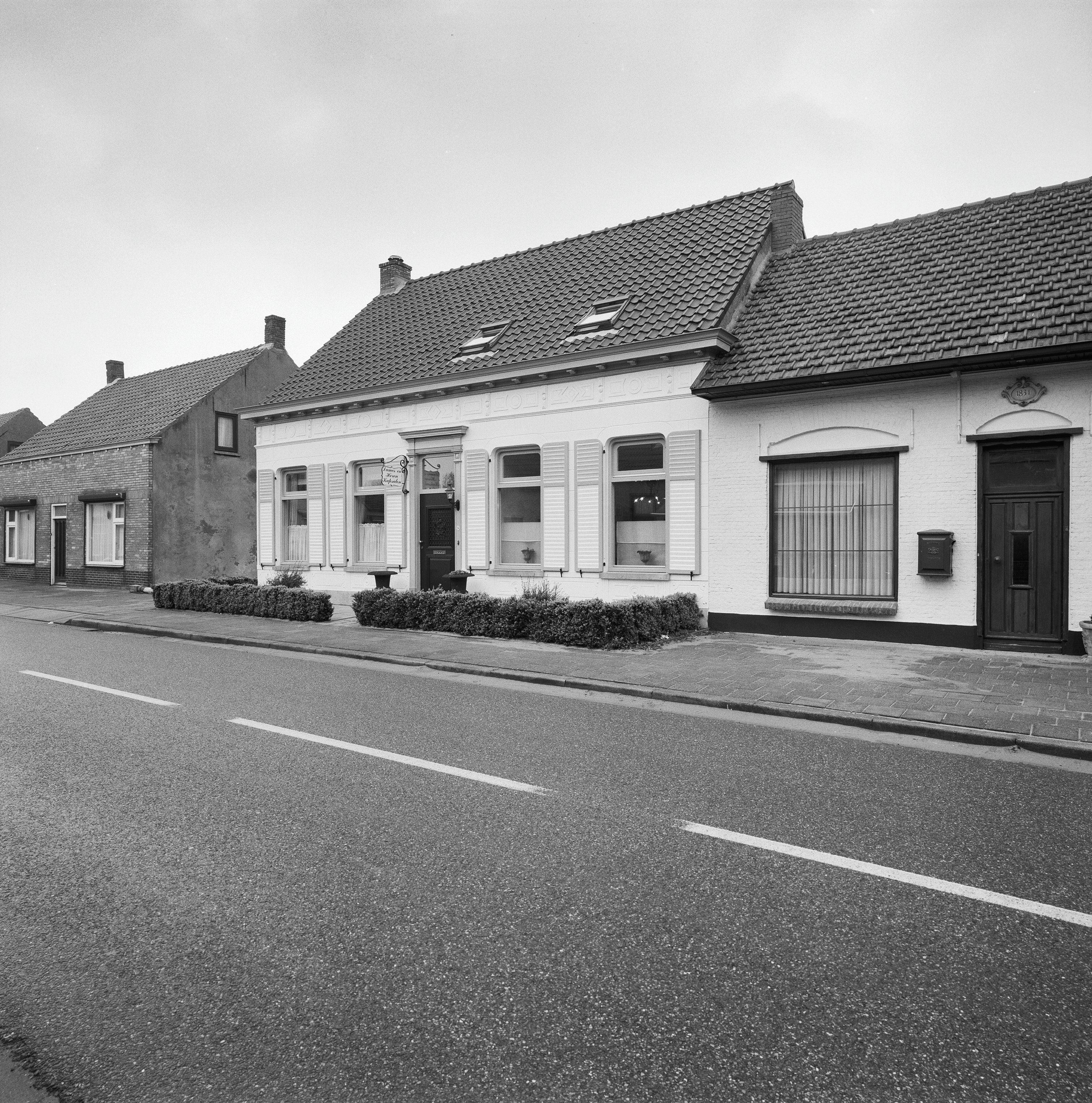
Сільська забудова